# Boligretten
Boligretten er en betegnelse for byretten i forbindelse med retssager vedrørende udlejning af boliger og erhverslokaler, dvs. de lejemål der er omfattet af lejeloven og erhvervslejeloven. Sagsbehandlingen ved boligretten er særlig derved, at der medvirker lægdommere udpeget af henholdsvis udlejer- og lejerorganisationer. 
Klagemulighederne i huslejenævnet skal være udnyttet, inden man kan gå i boligretten, med mindre parterne er enige om at gå direkte i boligretten. Boligrettens afgørelser kan ankes og kæres til landsretten efter samme regler som almindelige civile sager. Der medvirker ikke boliglægdommere ved en ankesag ved landsretten.
| Jura | Spire Denne juraartikel er en spire som bør udbygges. Du er velkommen til at hjælpe Wikipedia ved at udvide den. |